# Havens
Het warenhuis Havens was tot de sluiting in 2017 het enige overgebleven onafhankelijke warenhuis in de wijk Westcliff-on-Sea van Southend-on-Sea, Essex. Het was gevestigd in een monumentaal Grade II-pand

## Geschiedenis
Havens werd in 1901 geopend door Rawdon Havens als gespecialiseerde detailhandelaar van Chinees porselein en kristallen glaswerk in Hamlet Court Road, Westcliff.
De huidige winkel werd geopend in 1935 en werd in 2016 aangewezen als Grade II-monument.
In mei 2017 kondigde Nigel Havens aan dat de winkel zou sluiten en alleen nog maar online actief zou zijn. Het gebouw werd verhuurd aan Age Concern als gemeenschapscentrum. 